# 野國總管
野國總管（琉球語：〔〕／ ；生卒年不詳）是琉球第二尚氏王朝時期的一位人物。由中國福建，他將番薯引入琉球的沖繩島。

## 姓名考據
野國總管只是這位人物的稱謂，野國指的是北谷間切的野國村（今中頭郡嘉手納町野國），總管則是進貢船船員的一個役職名。野國總管的詳細事蹟不詳，根據近代學者的考證，野國總管出生在野國村，其祖先世世代代都是野國村的百姓。
野國總管的姓名曾長期是個謎，不過根據分析總姓系譜圖，可以多多少少瞭解其情況。總姓系譜圖的「一世」條記載「大宗藩初野國總管，號松岩；室：号永屋」。而今日總姓與那霸家第十三代家族中保存的位牌則記載「總管野國松岩，名乘裕初，言名總世健」。由此可以推斷，野國總管的童名為「松」，名乘「裕初」，和名為「與那霸裕初」、唐名為「總世健」。另外，野國總管之妻戒名「永屋」，可以推斷，其妻的童名為「永」。

## 生平
野國總管於1605年前往明朝之際，在福州見到番薯，將其植於盆上帶回琉球，在野國村進行試種。番薯的能夠克服惡劣的天氣，易於扎根，因此該村農民廣為栽種。首里士族麻平衡（儀間親方真常）得知後，向野國總管求取了番薯苗，並學習了番薯的種植方法，在琉球各地廣為傳播。歷經十五年，琉球各地皆知曉了種植番薯之法，有效防止了饑荒。野國總管也因功被昇為首里士族。

## 後世紀念
琉球當地人對野國總管甚為尊敬，稱之為「甘藷大主（ンムウスー）」、「芋大主」（ウムウフシュ）。直至二戰結束以前，琉球人仍以番薯為主食。
1700年，擔任野國村地頭職的野國親方正恒在野國港西地洞中創建石堂，將其遺骨遷葬於此，每年兩次進行祭祀。1751年，野國總管六世孫比嘉筑登之在墓旁建立「甘藷撥祥之地」六字顯彰碑。
1936年，沖繩縣廳在那霸市奧武山建立世持神社，將發展沖繩產業的三大恩人野國總管、蔡溫（具志頭親方文若）、麻平衡（儀間親方真常）供奉其中。
野國總管的墓於1945年沖繩島戰役中被毀，放置其遺骨石廚子遭破壞，只剩下屋頂形的石蓋，但其遺骨尚存。1955年，在嘉手納村建立「野國總管宮」，分其遺骨祭祀。

## 祭祀
在第二尚氏王朝時期，北谷間切的野國、野里、砂邊三村人民，於二三月中擇吉祭祀其墓，以祈豐年。小祿間切儀間村的百姓，也在儀間村的赤平祭祀野國總管，以報答其種植番薯之恩。1922年（大正十一年）的陰曆八月十七，北谷村（今北谷町）舉行祭祀其墓。今日嘉手納町亦以其遺德不小，於每年秋季舉行「野國總管祭」。。

## 相關人物
- 長真氏旨屋（砂川親雲上旨屋） ：宮古島村役人，將番薯引入宮古島。
- 麻平衡（儀間親方真常）：在琉球推廣種植番薯之人。
- 三浦按針：將番薯從琉球帶入日本長崎的平戶島。
- 理查·考克斯：在平戶島種植番薯。
- 種子島久基：第一個將番薯引入日本薩摩藩之人。
- 前田利右衛門：日本薩摩藩第一個種植番薯的人。
- 伊奈忠逵：將番薯種植推廣到整個西日本的人。
- 青木昆陽：將番薯種植推廣到關東之人。

## 腳註
1. ↑  . （公式ウェブサイト）. 嘉手納町.   [2014-01-04]. （原始内容存档于2016-11-15）.
2. 1 2   (PDF). （公式ウェブサイト）. 川崎いも友の会.   [2014-01-04]. （原始内容 (pdf)存档于2015-12-23）.
3. 1 2 3 4  . 伝えたいふるさとの100話（公式ウェブサイト）. 財団法人 地域活性化センター. （原始内容存档于2012-07-20）.
4. ↑  伊波勝雄. . 野國總管コーナー（公式ウェブサイト）. 嘉手納町.   [2014-01-04]. （原始内容存档于2016-03-04）.
5. ↑  伊波勝雄. . 野國總管コーナー（公式ウェブサイト）. 嘉手納町.   [2014-01-04]. （原始内容存档于2016-03-04）.
6. 1 2 3  《球陽記事·卷四》
7. 1 2  伊波勝雄. . 野國總管コーナー（公式ウェブサイト）. 嘉手納町.   [2014-01-04]. （原始内容存档于2019-08-22）.
8. 1 2 3 4  伊波勝雄. . 野國總管コーナー（公式ウェブサイト）. 嘉手納町.   [2014-01-04]. （原始内容存档于2016-03-04）.